# 1352
Cette page concerne l'année 1352  du calendrier julien. Pour l'année 1352 av. J.-C., voir 1352 av. J.-C.
L'année 1352 est une année bissextile qui commence un dimanche.

## Événements
- Acamapitzin est élu premier roi des Aztèques[1].

- Le voyageur tangérois Ibn Battûta visite le Mali et écrit un compte rendu de tout ce qu'il observe.
  - Il quitte Fès pour Sijilmâsa, traverse le désert avec une caravane de marchands (18 février) vers Iwâlâtân (20 avril) puis atteint Niani, capitale du Mali le 28 juin. Il en repart le 27 février 1353 monté sur un chameau. Il décrit des hippopotames aux bords du lac Débo (?), gagne Tombouctou et s’embarque dans une pirogue vers Kawkaw (Gao). Il marche vers Takaddâ sur le territoire des berbères Bardâma, traverse le désert (12 septembre 1353) vers Kâhir et le Hoggar puis regagne Sijilmâsa (29 décembre 1353) et Fès[2].
  - Ibn Battuta décrit le Mali comme un empire remarquablement administré. Les routes sont sures, le pays prospère et l’or semble couler à flots. Il visite Niani, la capitale. Admis à la cour, il admire «les magnifiques carquois d’or et d’argent des écuyers, sabres ornés d’or et dont les fourreaux (étaient) en or, lances en or et en argent […] les beaux habits des femmes coiffées de bandeaux d’or et d’argent, garnis de pommes d’or».

- Sur ordre du métropolite Abba Salama, les Éthiopiens vengent l’emprisonnement du patriarche d’Alexandrie Marc par l’exécution ou la conversion forcée de marchands égyptiens qui se trouvaient sur leur territoire. La tradition rapporte qu’ils auraient conduit une expédition armée jusque dans la vallée du Nil en 1365[3].

- Indépendance de l’état musulman du Bengale avec Gaur (Lakhnauti) pour capitale[4].

### Europe
- 22 janvier : le château de Guînes est pris par les Anglais par trahison[5].
- 12 février : Charles II de Navarre épouse la fille de Jean II le Bon, Jeanne[6].
- 13 février[7] : bataille navale du Bosphore entre la flotte génoise de Paganino Doria et les forces combinées de Venise (Nicolo Pisani), de l'Aragon et de l'empire byzantin. Une tempête provoque de lourdes pertes dans les deux camps. Les Génois victorieux mettent le siège devant Constantinople avec l'aide des Turcs d'Orhan.
- 6 mai : paix séparée entre la république de Gênes et l'empire byzantin[8]. L'empereur confirme aux Génois leurs anciens privilèges et ferme les ports de la Grèce aux Vénitiens et aux Catalans.
- 27 mai : Jeanne Ire de Naples et son époux Louis de Tarente sont couronnés reine et roi de Sicile à Naples. Louis fonde l'Ordre du Nœud[9].
- 4 juin : le Canton de Glaris rejoint la Confédération suisse[10].
- 27 juin : le Canton de Zoug rejoint la Confédération suisse[10].
- 14 août : bataille de Mauron, en Bretagne[11].
- 6 décembre : mort de Clément VI[12]. Tentative du collège des cardinaux, réuni en conclave, pour prendre le pouvoir dans l’Église[13].
- 18 décembre : début du pontificat d'Innocent VI (jusqu'en 1362)[12].

- Nicolas-Alexandre succède à son père Basarab Ier comme voïévode de Valachie[14], ce qui provoque l’irritation de Louis Ier de Hongrie, qui estime qu’il est de son seul pouvoir de nommer le voïévode de Valachie.
- La Pologne et la Lituanie se partagent la principauté de Galicie-Volhynie[15].